# Rydal
Rydal är en tätort i Marks kommun, Västra Götalands län (Västergötland) belägen vid ån Viskan cirka sju kilometer norr om centralorten Kinna vid den tidigare sträckningen av riksväg 41. 

## Historik
Vid Viskan anlade Sven Erikson 1834 tillsammans med grosshandlaren J. Francke och köpmannen J. C. Bäfverman Rydboholms Konstväfveribolag (från 1847 Rydboholms Väfverifabrik), vilket var Sveriges första mekaniska bomullsväveri, samt 1853 Rydahls Manufaktur, ett mekaniskt bomullsspinneri. Detta var i produktion fram till år 2004. Här byggdes också Rydals vattenkraftstation, som var Sveriges första vattenkraftverk och som togs i drift 1882. Det producerade elektrisk ström för belysning i spinneriet, den första elektriska belysningen inomhus i landet. Orten har en väl bevarad bruksmiljö och räknas som ett minnesmärke över industrialismens genombrott. 
Den 1 januari 1969 överfördes från Viskafors landskommun och Seglora församling till Kinna köping och Kinna församling ett område med 483 invånare och omfattande en areal av 2,61, varav 2,60 land. I området ingick hela tätorten Rydal.

### Befolkningsutveckling
| Befolkningsutvecklingen i Rydal 1960–2020 | Befolkningsutvecklingen i Rydal 1960–2020 | Befolkningsutvecklingen i Rydal 1960–2020 | Befolkningsutvecklingen i Rydal 1960–2020 | Befolkningsutvecklingen i Rydal 1960–2020 |
| ----------------------------------------- | ----------------------------------------- | ----------------------------------------- | ----------------------------------------- | ----------------------------------------- |
|                                           |                                           |                                           |                                           |                                           |
| År                                        |                                           |                                           | Folkmängd                                 | Areal (ha)                                |
| 1960                                      | 1960                                      |                                           | 497                                       |                                           |
| 1965                                      | 1965                                      |                                           | 523                                       |                                           |
| 1970                                      | 1970                                      |                                           | 466                                       |                                           |
| 1975                                      | 1975                                      |                                           | 427                                       |                                           |
| 1980                                      | 1980                                      |                                           | 400                                       |                                           |
| 1990                                      | 1990                                      |                                           | 274                                       | 54                                        |
| 1995                                      | 1995                                      |                                           | 330                                       | 55                                        |
| 2000                                      | 2000                                      |                                           | 348                                       | 55                                        |
| 2005                                      | 2005                                      |                                           | 405                                       | 55                                        |
| 2010                                      | 2010                                      |                                           | 402                                       | 55                                        |
| 2015                                      | 2015                                      |                                           | 415                                       | 69                                        |
| 2020                                      | 2020                                      |                                           | 434                                       | 65                                        |
|                                           |                                           |                                           |                                           |                                           |

## Samhället
Rydals museum visar bland annat levnadsvillkoren för textilarbetarna i gångna tider.